# Полторанін Олексій Юрійович
Олексій Юрійович Полторанін (29 квітня 1987 , Риддер, Східноказахстанська область ) - казахстанський лижник, дворазовий бронзовий призер чемпіонату світу 2013 року. Заслужений майстер спорту Республіки Казахстан.
Дружина – біатлоністка Ольга Полтораніна (Дудченко), син Євген (нар. 2009).

## Спортивна кар'єра

### Олімпійські ігри
Полторанін чотири рази представляв Казахстан на Олімпійських іграх: 2006 року в Турині, 2010 року у Ванкувері, 2014 року в Сочі та 2018 року в Пхьончхані. У Турині Полторанін взяв участь у перегонах на 15 км класичним стилем, посівши 39-те місце. Олміпіада у Ванкувері стала для Полтораніна найуспішнішою: 14-те місце в перегонах на 15 кілометрів вільним стилем, 5-ті місця в індивідуальному та командному спринті.

### Чемпіонат світу
Взяв участь у п'яти чемпіонатах світу. 2007 року  в японському Саппоро посів 17-те місце в спринті. У перегонах переслідування був 32-им. В естафеті Казахстан посів 7-ме місце. Чеський Ліберець, де відбувся чемпіонат світу 2009 році, став другим чемпіонатом для Олексія Полтораніна. Він вийшов на старт у п'яти дисциплінах. На дистанції 15 км класичним стилем він показав 16-й результат. На дистанції 30 км змішаним стилем він посів лише 49-те місце. У спринті він був 45-им. У командному спринті - 7-ме місце (у парі з Миколою Чеботьком). А в естафеті казахстанці замкнули десятку. 2011 року в Осло посів 31-ше місце в перегонах класичним стилем на дистанції 15 км. Пара Полторанін-Чеботько стала шостою. А естафетна четвірка посіла 13-те місце. У перших перегонах на чемпіонаті світу 2013 року в італійському Валь-ді-Фьємме в індивідуальному спринті Олексій посів 2-ге місце у кваліфікації, переміг у своєму чвертьфінальному заїзді, але у півфіналі через зламану палицю втратив час на старті і не потрапив до фіналу. День по тому Олексій, виступаючи вже у командному спринті разом із Миколою Чеботьком, пройшли все сито кваліфікації й дістались фіналу. Весь фінальний забіг казахстанці трималися в голові групи. На останнє коло Полторанін вийшов першим, проте на фініші його обійшли росіяни та шведи. Казахстанці здобули бронзові нагороди. У перегонах на 50 км класичним стилем Полторанін на фінішній лінії випередив росіянина Олександра Легкова й знову здобув бронзову медаль.

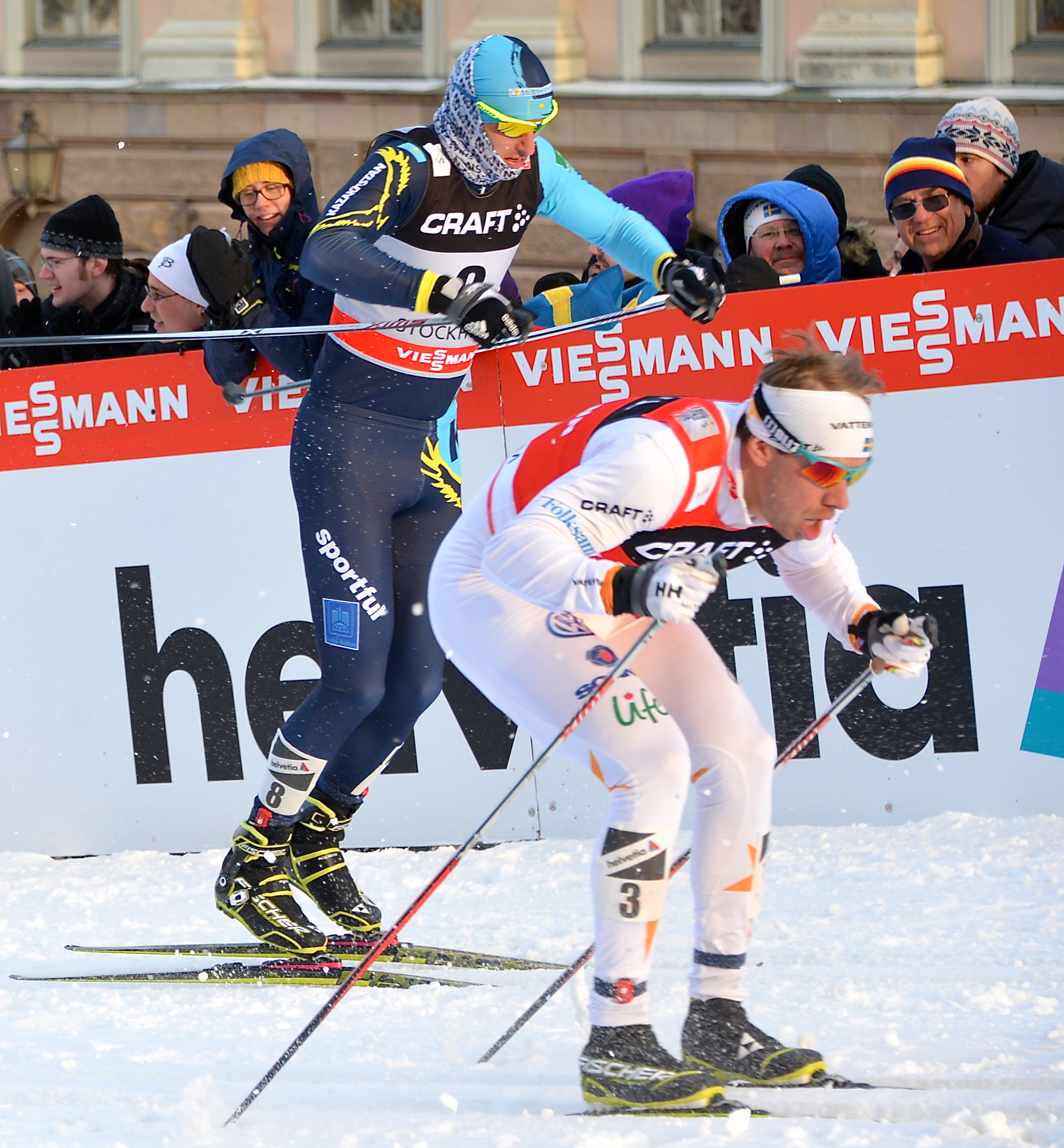
Олексій Полторанін та Еміль Єнссон на етапі Кубка світу в Стокгольмі, Швеція. 20 березня 2013 року

### Зимові Азійські ігри
2007 року на зимових Азійських іграх у китайському Чанчуні здобув срібло у спринті. 2011 року на змаганнях з лижних перегонів на домашніх зимових Азійських іграх, що відбулися в Астані та Алма-Атах, Олексій Полторанін здобув чотири золоті та одну бронзову медалі, ставши таким робом найтитулованішим атлетом цих Ігор.

### Кубок світу
Свою першу перемогу на етапі Кубку світу здобув 2010 року, вигравши перегони на 15 км із роздільного старту на другому етапі Кубка світу у швейцарському Давосі. Це була справжня сенсація як для спортсмена, що спеціалізується на спринті і до цього проявляв себе як хороший дистанційник у перегонах не довших за 10 км. У сезоні 2011-2012 здобув одну перемогу, вигравши перегони переслідування на 15 км у фінському Куусамо на відкритті сезону. А ще посів 3-тє місце в мас-старті на 15 км у словенській Роглі. У сезоні 2012-2013 лідер збірної Казахстану став другим у перегонах на 15 км вільним стилем у шведському Єлліваре. На початку того сезону він деякий час очолював загальний залік Кубка світу. На престижній багатоденці Тур де Скі Полторанін переміг на двох класичних етапах в Італії. На етапі кубка світу у Ла Клюза Олексій виграв мас-старт на 15 км класичним стилем. Також виграв класичний спринт на етапі кубка світу в Давосі. Далі на етапах Кубка Світу в Лахті та Драммені став другим, в обох випадках поступившись Петтеру Нуртугу.
Використовує лижі виробництва фірми Fischer, черевики Alpina.

## Допінговий скандал
27 лютого 2019 року в Австрії, де відбувався чемпіонат світу з лижних видів спорту, поліція затримала Оліксія Полтораніна за підозрою в допінгових маніпуляціях, а 28 лютого його звільнили після визнання застосування кров'яного допінгу.
У листопаді 2019 року дискваліфікований на 4 роки за застосування кров'яного допінгу на чемпіонаті світу.

## Результати за кар'єру
Усі результати наведено за даними Міжнародної федерації лижного спорту.

### Олімпійські ігри
| Рік  | Вік | 15 км індивідуальні пер. | 30 км скіатлон | 50 км мас-старт | Спринт | 4 × 10 км естафета | Командна першість спринт |
| ---- | --- | ------------------------ | -------------- | --------------- | ------ | ------------------ | ------------------------ |
| 2006 | 18  | 39                       | —              | —               | —      | —                  | —                        |
| 2010 | 22  | 14                       | —              | 27              | 5      | 11                 | 5                        |
| 2014 | 26  | 9                        | 15             | —               | —      | —                  | 8                        |
| 2018 | 30  | —                        | —              | 15              | 17     | 8                  | 15                       |

### Чемпіонати світу
- 2 medals – (2 bronze)

| Рік  | Вік | 15 км індивідуальні пер. | 30 км скіатлон | 50 км мас-старт | Спринт | 4 × 10 км естафета | Командна першість спринт |
| ---- | --- | ------------------------ | -------------- | --------------- | ------ | ------------------ | ------------------------ |
| 2007 | 19  | —                        | 32             | —               | 17     | 7                  | —                        |
| 2009 | 21  | 16                       | 49             | —               | 45     | 10                 | 7                        |
| 2011 | 23  | 31                       | —              | —               | —      | 13                 | 6                        |
| 2013 | 25  | —                        | —              | Бронза          | 11     | 13                 | Бронза                   |
| 2015 | 27  | —                        | 21             | 7               | 35     | 13                 | —                        |
| 2017 | 29  | 7                        | —              | —               | —      | 9                  | 17                       |
| 2019 | 31  | DNS                      | 11             | —               | —      | —                  | —                        |

### Кубки світу

#### Підсумкові місця в Кубку світу за роками
| Сезон | Вік | Місце в дисципліні | Місце в дисципліні | Місце в дисципліні | Місце в Скі Тур | Місце в Скі Тур | Місце в Скі Тур   | Місце в Скі Тур |
| Сезон | Вік | Загалом            | Дистанція          | Спринт             | Nordic Opening  | Тур де Скі      | Фінал Кубка світу | Скі Тур Канада  |
| ----- | --- | ------------------ | ------------------ | ------------------ | --------------- | --------------- | ----------------- | --------------- |
| 2005  | 17  | НК                 | НК                 | —                  | Н/Д             | Н/Д             | Н/Д               | Н/Д             |
| 2007  | 19  | 150                | 99                 | —                  | Н/Д             | —               | Н/Д               | Н/Д             |
| 2008  | 20  | 107                | 63                 | НК                 | Н/Д             | 45              | 43                | Н/Д             |
| 2009  | 21  | 82                 | 52                 | 109                | Н/Д             | —               | —                 | Н/Д             |
| 2010  | 22  | 69                 | 54                 | 57                 | Н/Д             | —               | —                 | Н/Д             |
| 2011  | 23  | 34                 | 31                 | 34                 | 15              | —               | —                 | Н/Д             |
| 2012  | 24  | 26                 | 22                 | 42                 | 4               | —               | 39                | Н/Д             |
| 2013  | 25  | 4                  | 4                  | 6                  | 3               | 11              | НФ                | Н/Д             |
| 2014  | 26  | 12                 | 6                  | 18                 | 18              | НФ              | НФ                | Н/Д             |
| 2015  | 27  | 8                  | 7                  | 70                 | 11              | 7               | Н/Д               | Н/Д             |
| 2016  | 28  | 11                 | 16                 | 33                 | 19              | 5               | Н/Д               | 12              |
| 2017  | 29  | 72                 | 49                 | 74                 | —               | —               | —                 | Н/Д             |
| 2018  | 30  | 7                  | 6                  | 63                 | 11              | 4               | НФ                | Н/Д             |
| 2019  | 31  | 54                 | 31                 | НК                 | 36              | НФ              | —                 | Н/Д             |

#### П'єдестали в особистих дисциплінах
- 11 перемог – (4 КС, 7 ЕКС)
- 27 п'єдесталів – (14 КС, 13 ЕКС)

| №  | Сезон   | Дата                         | Location                   | Перегони               | Рівень           | Місце |
| -- | ------- | ---------------------------- | -------------------------- | ---------------------- | ---------------- | ----- |
| 1  | 2010–11 | 26 листопада 2010            | Рука (Фінляндія)           | 1,4 км спринт К        | Етап Кубка світу | 2-ге  |
| 2  | 2010–11 | 11 грудня 2010               | Давос (Швейцарія)          | 15 км індивідуальні К  | Кубок світу      | 1-ше  |
| 3  | 2011–12 | 27 листопада 2011            | Рука (Фінляндія)           | 15 км переслідування К | Етап кубка світу | 1-ше  |
| 4  | 2011–12 | 17 грудня 2011               | Rogla (Словенія)           | 15 км мас-старт К      | Кубок світу      | 3-тє  |
| 5  | 2012–13 | 24 листопада 2012            | Єлліваре (Швеція)          | 15 км індивідуальні В  | Кубок світу      | 2-ге  |
| 6  | 2012–13 | 30 листопада – 2 грудня 2012 | Nordic Opening             | Заг. залік             | Кубок світу      | 3-тє  |
| 7  | 2012–13 | 4 січня 2013                 | Добб'яко (Італія)          | 5 км індивідуальні К   | Етап Кубка світу | 1-ше  |
| 8  | 2012–13 | 5 січня 2013                 | Val di Fiemme (Італія)     | 15 км мас-старт К      | Етап Кубка світу | 1-ше  |
| 9  | 2012–13 | 19 січня 2013                | Ла-Клюза (Франція)         | 15 км мас-старт К      | Кубок світу      | 1-ше  |
| 10 | 2012–13 | 16 лютого 2013               | Давос (Швейцарія)          | 1,5 км спринт К        | Кубок світу      | 1-ше  |
| 11 | 2012–13 | 10 березня 2013              | Лахті (Фінляндія)          | 15 км індивідуальні К  | Кубок світу      | 2-ге  |
| 12 | 2012–13 | 13 березня 2013              | Драммен (Норвегія)         | 1,3 км спринт К        | Кубок світу      | 2-ге  |
| 13 | 2013–14 | 7 грудня 2013                | Ліллегаммер (Норвегія)     | 15 км індивідуальні К  | Кубок світу      | 2-ге  |
| 14 | 2013–14 | 21 грудня 2013               | Азіаго (Італія)            | 1,65 км спринт К       | Кубок світу      | 2-ге  |
| 15 | 2013–14 | 1 січня 2014                 | Ленцергайде (Швейцарія)    | 15 км мас-старт К      | Етап Кубка світу | 1-ше  |
| 16 | 2013–14 | 19 січня 2014                | Шклярська Поремба (Польща) | 15 км мас-старт К      | Кубок світу      | 3-тє  |
| 17 | 2014–15 | 7 грудня 2014                | Ліллегаммер (Норвегія)     | 15 км переслідування К | Етап кубка світу | 2-ге  |
| 18 | 2014–15 | 7 січня 2015                 | Добб'яко (Італія)          | 10 км індивідуальні К  | Етап Кубка світу | 1-ше  |
| 19 | 2014–15 | 10 січня 2015                | Val di Fiemme (Італія)     | 15 км мас-старт К      | Етап кубка світу | 2-ге  |
| 20 | 2014–15 | 8 березня 2015               | Лахті (Фінляндія)          | 15 км індивідуальні К  | Кубок світу      | 2-ге  |
| 21 | 2015–16 | 5 січня 2016                 | Оберстдорф (Німеччина)     | 1,2 км спринт К        | Етап кубка світу | 3-тє  |
| 22 | 2015–16 | 6 січня 2016                 | Оберстдорф (Німеччина)     | 15 км мас-старт К      | Етап Кубка світу | 1-ше  |
| 23 | 2015–16 | 9 січня 2016                 | Val di Fiemme (Італія)     | 15 км мас-старт К      | Етап кубка світу | 3-тє  |
| 24 | 2017–18 | 17 грудня 2017               | Добб'яко (Італія)          | 15 км переслідування К | Кубок світу      | 3-тє  |
| 25 | 2017–18 | 31 грудня 2017               | Ленцергайде (Швейцарія)    | 15 км індивідуальні К  | Етап кубка світу | 2-ге  |
| 26 | 2017–18 | 6 січня 2018                 | Val di Fiemme (Італія)     | 15 км мас-старт К      | Етап Кубка світу | 1-ше  |
| 27 | 2017–18 | 21 січня 2018                | Планиця (Словенія)         | 15 км індивідуальні К  | Кубок світу      | 1-ше  |

#### П'єдестали в командних дисциплінах
- 1 п'єдестал – (1 КС)

| № | Сезон   | Дата           | Місце пров.     | Перегони                       | Рівень      | Місце | Тов. по команді |
| - | ------- | -------------- | --------------- | ------------------------------ | ----------- | ----- | --------------- |
| 1 | 2013–14 | 22 грудня 2013 | Азіаго (Італія) | 6 x 1,65 км командний спринт К | Кубок світу | 2-ге  | Чеботько        |